# 褐色谷精草
褐色谷精草（学名：Eriocaulon pullum）为谷精草科谷精草属下的一个种。

## 扩展阅读
- 維基物種上的相關：褐色谷精草